# Cát Tiên
Cát Tiên is een van de tien districten van de provincie Lâm Đồng, een provincie in het zuiden van Vietnam, dat ook wel Đông Nam Bộ wordt genoemd. De hoofdplaats van het district is Đồng Nai. De oppervlakte van Cát Tiên bedraagt 428,18 km². Het district heeft ruim 41.000 inwoners.
Cát Tiên is vooral bekend vanwege het Nationaal park Cát Tiên een natuurgebied dat zich uitstrekt over verschillende provincies.

## Administratieve eenheden
Cát Tiên is onderverdeeld in verschillende administratieve eenheden. Naast thị trấn Đồng Nai bestaat Cát Tiên nog uit elf xã's.
- Thị trấn Đồng Nai
- Xã Đồng Nai Thượng
- Xã Đức Phổ
- Xã Gia Viễn
- Xã Mỹ Lâm
- Xã Nam Ninh
- Xã Phù Mỹ
- Xã Phước Cát 1
- Xã Phước Cát 2
- Xã Quảng Ngãi
- Xã Tiên Hoàng
- Xã Tư Nghĩa